# Valeriu Andronic
Valeriu Andronic (ur. 21 grudnia 1982 w Kiszyniowie) – mołdawski trener piłkarski i piłkarz występujący na pozycji pomocnika. Obecnie pełni funkcję selekcjonera reprezentacji Mołdawii do lat 15.
Jego adoptowany syn David oraz kuzyni Gheorghe, Igor oraz Oleg, również są piłkarzami.

## Kariera klubowa
Andronic karierę rozpoczynał w 1998 roku w rezerwach Zimbru Kiszyniów, grających w drugiej lidze. Na początku 2001 roku został zawodnikiem rumuńskiego Dinama Bukareszt. W sezonie 2000/2001 wywalczył z nim wicemistrzostwo Rumunii. Następnie odszedł do węgierskiego MTK Hungária, gdzie spędził sezon 2001/2002. Potem wrócił do Rumunii, gdzie grał w drugoligowej drużynie Poiana Câmpina. W 2003 roku był stamtąd wypożyczony do rosyjskiego Dynama Moskwa, jednak nie rozegrał tam żadnego spotkania.
Na początku 2004 roku Andronic został zawodnikiem Tiligulu Tyraspol, grającego w pierwszej lidze mołdawskiej. W styczniu 2005 odszedł do ukraińskiego Metalista Charków. Po sezonie 2004/2005 został wypożyczony do rosyjskiego klubu FK Orzeł, z którym występował w drugiej lidze.
W 2006 roku Andronic wrócił do Moławii, do Politehniki Kiszyniów. W trakcie sezonu 2006/2007 odszedł z klubu i przeniósł się do Rumunii, gdzie występował w drugoligowych klubach FC Brașov, Progresul Bukareszt oraz Inter Gaz Bukareszt. Następnie grał w rosyjskim drugoligowcu, Bałtice Kaliningrad, a w 2009 roku przeszedł do czeskiego Bohemiansu Praga. W pierwszej lidze czeskiej zadebiutował 21 marca 2009 w przegranym 1:2 meczu ze Slovanem Liberec. W barwach Bohemiansu rozegrał 18 spotkań i zdobył 1 bramkę.
W 2010 roku Andronic przeniósł się do kazachskiego Łokomotiwu Astana, z którym w tym samym roku zdobył Puchar Kazachstanu. W 2011 roku został zawodnikiem rosyjskiej drużyny SKA-Eniergija Chabarowsk, w której spędził sezon 2011/2012. Potem grał w mołdawskich klubach Iscra-Stali Rybnica oraz Zimbru Kiszyniów, a w 2013 roku przeszedł do tadżyckiego zespołu FK Chodżent. W tym samym roku wrócił do Mołdawii, gdzie występował w Verisie Kiszyniów i FC Costuleni,
po czym odszedł do bahrajńskiego Malkiya Club.
W sezonie 2015/2016 Andronic grał w Milsami Orgiejów oraz Petrocubie Hîncești. Od następnego sezonu rozpoczął grę w drużynie Academia UTM Kiszyniów.

## Kariera reprezentacyjna
W reprezentacji Mołdawii Andronic zadebiutował 15 sierpnia 2001 w przegranym 0:3 towarzyskim meczu z Portugalią, a 11 lutego 2009 w zremisowanym 1:1 towarzyskim pojedynku z Macedonią strzelił swojego pierwszego gola w kadrze.